# 费马螺线

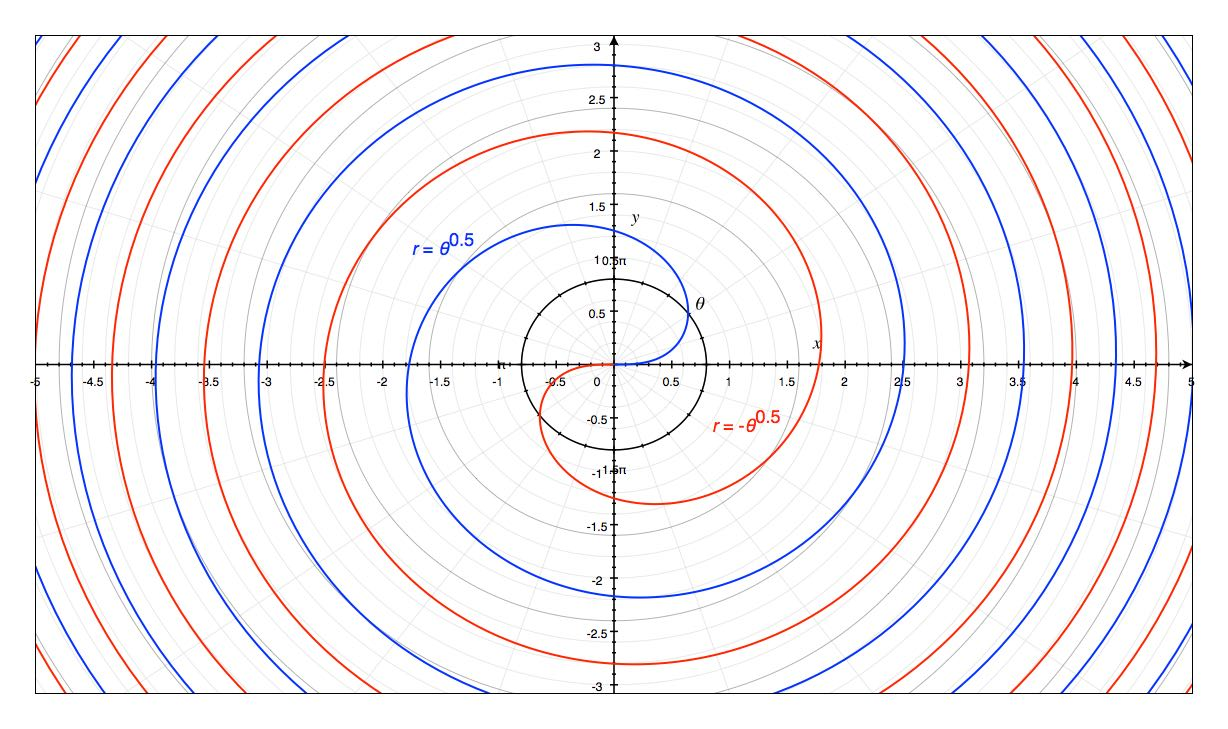
數學式
：
：

费马螺线是抛物螺线的一种，由法國數學家皮埃爾·德·費馬首先發現，數學方程式為：

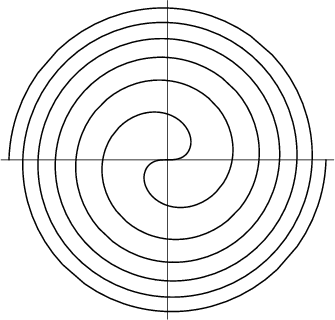

{\displaystyle r=\pm \theta ^{1/2}\,}
於極座標系，表达式如下：
{\displaystyle r^{2}=a^{2}\theta }
屬於阿基米德螺线之一。

## 参看
- 双曲螺线
- 圆内螺线
- 柯奴螺线
- 等角螺线
- 连锁螺线
- 阿基米德螺线